# Mitreo delle Terme del Mitra

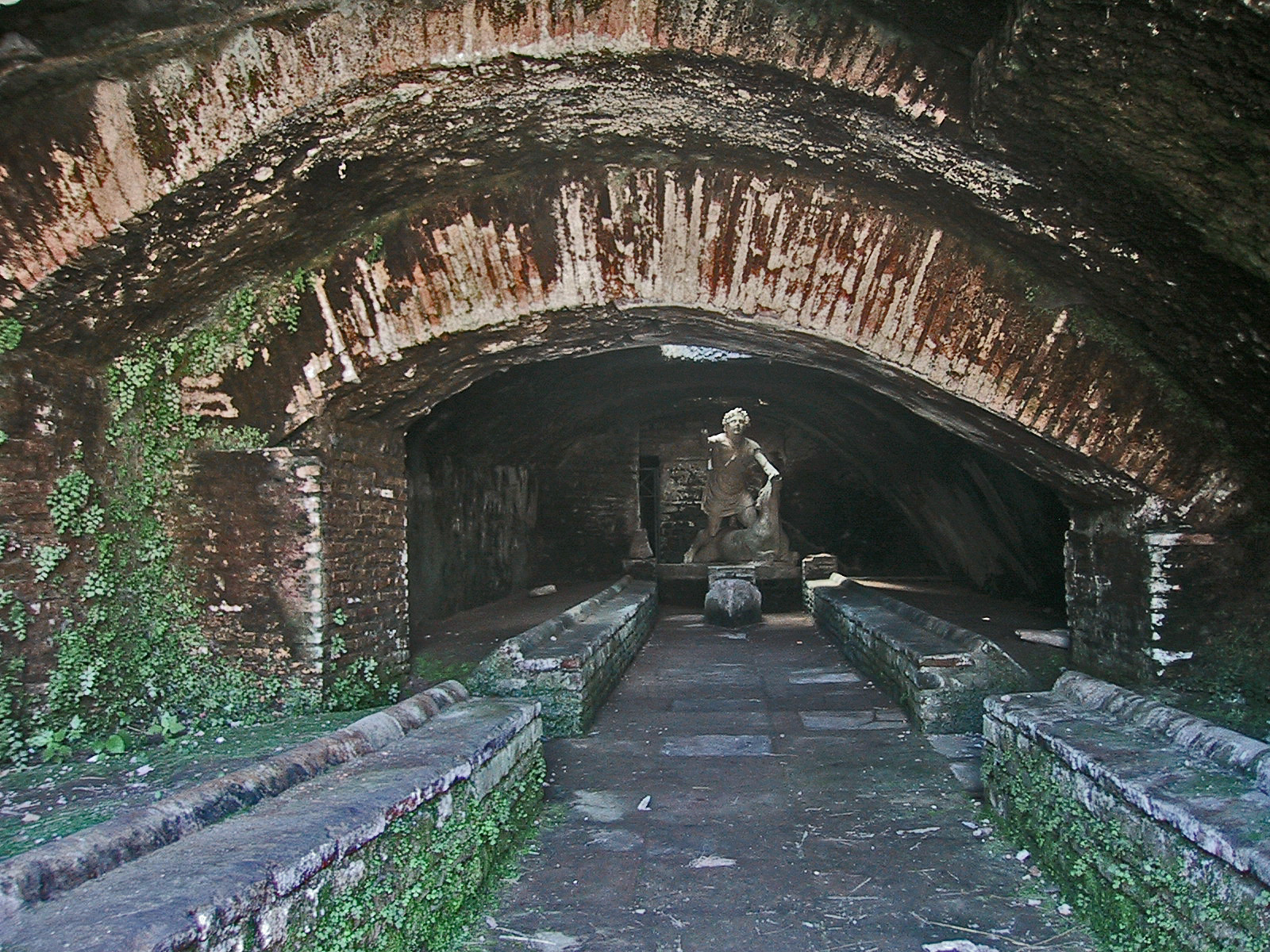
Das Mitreo delle Terme del Mitra

Das Mitreo delle Terme del Mitra (das Mithräum der Mithrasthermen) liegt in Ostia und ist ein gut erhaltenes Beispiel für diesen Bautyp.
Das Mithräum wurde innerhalb des Servicebereiches der Thermen unterirdisch errichtet. Es ist über eine Treppe erreichbar. Die Haupthalle ist 15,37 × 4,55 m groß und war wie bei diesen Heiligtümern üblich gewölbt. Die größte Höhe beträgt 2,10 m, wobei es zwei Lichtschächte gibt, einen in der Mitte der Halle und einen im Süden, über dem Kultbild des Mithras. Aufgrund dieser Lichtschächte kann vermutet werden, dass der Kultbetrieb wohl hauptsächlich tagsüber stattfand.
Der Kultraum war einst ausgemalt, doch sind davon nur noch wenige Reste erhalten. An den Seiten der Halle fanden sich niedrige Bänke, auf denen wohl die Kultgemeinschaft saß. Am Südende der Halle befindet sich ein Sockel, auf dem sich noch die Kultstatue fand, die Mithras zeigt, wie er einen Stier tötet (Tauroktonie). Die Statue ist 1,7 m groß und besteht aus griechischem Marmor. Eine Inschrift besagt, dass sie von dem aus Athen stammenden Kriton gemacht (KRITΩΝ AΘHNAIOΣ EΠOIEI)), also wohl  gefertigt wurde. Die Statue wird in das 2. Jahrhundert n. Chr. datiert. Andere Datierungen gehen davon aus, dass es sich um ein hellenistisches Original oder um ein Werk des 1. Jahrhunderts n. Chr. handelt.